# Margalida Moner Tugores
Margalida Moner Tugores (Andratx, 1942) és una política mallorquina del Partit Popular de Balears. Entre els anys 1995 i 2002 fou batllessa d'Andratx. Des del 2003 fins a l'any 2007 fou consellera d'Agricultura i Pesca del Govern de les Illes Balears. El 25 de juliol de 2011 fou nomenada gerenta del Teatre Principal de Palma.